# 보건의료인국가시험
보건의료인국가시험(保健醫療人國家試驗)은 한국보건의료인국가시험원(국시원) 보관됨 2008-10-06 - 웨이백 머신에서 주관하는 보건의료인에 대한 면허 발급을 위한 시험이다. 일반적으로 국시로 간칭하며 각 시험종목에 대한 응시자격을 갖춘 자를 대상으로 시행한다. 총 25개 직종의 시험종목이 있다.

## 시험 직종 종목
2019년 ~ 2020년초 기준
- 의사 (예비시험, 실기 별도)
- 치과의사 (예비시험 별도)
- 한의사
- 간호사
- 조산사
- 약사
- 한약사 (한약조제자격 별도)
- 임상병리사
- 방사선사
- 물리치료사
- 작업치료사
- 치과기공사
- 치과위생사
- 보건의료정보관리사 (구.의무기록사)
- 안경사
- 영양사
- 위생사
- 응급구조사 (1급/2급 구분)
- 의지, 보조기기사
- 언어재활사 (특례 별도)
- 보건교육사  (1급/2급/3급 구분)
- 요양보호사
- 간호조무사
- 장애인생활상담사 (특례 별도) (1급/2급/3급 구분)
- 보조공학사 (특례 별도)